# Домінік Михалєвич
Домінік Михалєвич (хорв. Dominik Mihaljević; нар. 27 серпня 1994, Загреб, Хорватія) — хорватський футболіст, захисник «Минаю».

## Життєпис

### Ранні роки
Народився в Загребі. Вихованець однойменного клубу, за який виступав на дитячо-юнацькому рівні. На юнацькому та молодіжному рівні виступав також у складі «Спанско» та «Локомотиви». Наприкінці лютого 2013 року повернувся до нижчолігового хорватського клубу «Спанско», в якому виступав до початку серпня 2013 року.

### «Рудеш» та «Гориця»
2 серпня 2013 року підписав контракт з «Рудешом». У футболці нової команди дебютував 25 серпня 2013 року в переможному (3:1) домашньому поєдинку 2-го туру Другої ліги проти «Сегести». Домінік вийшов на поле в стартовому складі, а на 56-й хвилині його замінив Йосип Крезо. У сезоні 2013/14 років зіграв 13 поєдинків у Другому дивізіоні хорватського чемпіонату.
На початку серпня 2014 року підсилив «Горицю». У футболці клубу з Великої Гориці дебютував 15 серпня 2014 року в переможному (2:0) домашньому поєдинку 1-го туру Другого дивізіону проти «Бістри». Домінік вийшов на поле в стартовому складі та відіграв увесь матч. Єдиним голом за «Горицю» відзначився 27 вересня 2014 року на 90-й хвилині переможного (4:0) виїзного поєдинку 8-го туру Другої ліги проти «Імоцкі». Михалєвич вийшов на поле на 73-й хвилині, замінивши Ведрана Єрковича. У сезоні 2014/15 років зіграв 17 матчів (1 гол) у Другій лізі.

### Виступи в еліті хорватського футболу
Наприкінці липня 2015 року підписав контракт з «Осієком». В еліті хорватського футболу дебютував 9 серпня 2015 року в програному (0:3) виїзному поєдинку 5-го туру Першої ліги Хорватії проти «Славена» (Копривниця). Михалєвич вийшов на поле на 46-й хвилині, замінивши Томислава Чуляка. У першій половині сезону 2015/16 років зіграв 4 матчі в чемпіонаті Хорватії та 1 поєдинок у кубку Хорватії.
На початку лютого 2016 року в пошуках ігрової практики перейшов до іншого першолігового клубу, «Істри». За нову команду дебютував 13 лютого 2016 року в нічийному (0:0) виїзному поєдинку 22-го туру Першої ліги проти «Осієка». Домінік вийшов на поле на 90+2-й хвилині, замінивши Мілана Джурича. Загалом у футболці команди зіграв 6 матчів.

### Повернення до Другої ліги
12 серпня 2016 року підписав контракт з клубом Другої ліги «Лучко». У футболці нової команди дебютував 19 серпня 2016 року в нічийному (2:2) виїзному поєдинку 1-го туру Другої ліги Хорватії проти «Гориці». Михалєвич вийшов на поле на 70-й хвилині, замінивши Ігора Приїча. Першим голом за «Лучко» відзначився 27 серпня 2016 року на 23-й хвилині нічийного (2:2) домашнього поєдинку 2-го туру Другої ліги Хорватії проти «Загреба». Домінік вийшов на поле в стартовому складі, а на 83-й хвилині його замінив Бруно Кароглан. У першій половині сезону 2016/17 років зіграв 18 матчів (2 голи) в Другій лізі Хорватії. У середині лютого 2017 року перебрався до іншого друголігового клубу, «Дугопольє». У команді дебютував 4 березня 2017 року в програному (1:2) виїзному поєдинку 20-го туру Другої ліги Хорватії проти свого колишнього клубу, «Лучко». Домінік вийшов на поле в стартовому складі, а на 90-й хвилині його замінив Ельнур Гафаров. Єдиним голом за «Дугопольє» відзначився 30 вересня 2017 року на 37-й хвилині (з пенальті) переможного виїзного поєдинку 9-го туру Другої ліги Хорватії проти «Шибеника». Михалєвич вийшов на поле в стартовому складі та відіграв увесь матч. Провів один неповний сезон, за цей час у Другій лізі Хорватії зіграв 26 матчів (1 гол). У середині лютого 2018 року повернувся в «Лучко», але вже в середині вересня 2018 року залишив команду. 14 вересня 2018 року став гравцем нижчолігового «Яруна», кольори якого захищав кольори до початку березня 2019 року.

### Вояж до Словенії
4 березня 2019 року виїхав до Словенії, де став гравцем місцевого клубу «Ілірія». За нову команду дебютував 9 березня 2019 року в програному (1:5) виїзному поєдинку Другої ліги Словенії проти «Радомлє». Домінік вийшов на поле в стартовому складі та відіграв увесь матч. У другій половині сезону 2018/19 років зіграв 12 матчів у другому за силою чемпіонату Словенії.
На початку липня 2019 року підсилив «Табор». За нову команду дебютував 13 липня 2019 року в програному (0:2) домашньому поєдинку 1-го туру Першої ліги Словенії проти «Алюмінію». Михалєвич вийшов на поле на 59-й хвилині, замінивши Марко Вукелича. Єдиним голом за «Табор» відзначився 19 липня 2020 року на 62-й хвилині програному (2:1) виїзному поєдинку 35-го туру проти «Олімпії». Михалєвич вийшов на поле в стартовому складі та відіграв увесь матч. За два з половиною сезони, проведені в команді, зіграв 76 матчів (1 гол) у Першій лізі Словенії, ще 3 поєдинки провів у кубку Словенії.

### «Минай»
22 лютого 2022 року уклав договір з «Минаєм».